# Iwan Ganienko
Iwan Pietrowicz Ganienko (ros. Иван Петрович Ганенко; ur. 27 lutego?/12 marca 1903 w Jelizawietgradzie (obecnie Kropywnycki), zm. 18 marca 1995 w Moskwie) – radziecki polityk i wojskowy, sekretarz KC Komunistycznej Partii (bolszewików) Białorusi (1941–1943 i 1950–1952), zastępca członka KC KPZR (1956–1961).

## Życiorys
W latach 1920–1921 w Armii Czerwonej, od 1924 w RKP(b). Działacz Komsomołu, partii i związków zawodowych w Zachodniej Syberii, od 1925 sekretarz odpowiedzialny okręgowego komitetu Komsomołu, w latach 1930–1931 starszy inspektor Centralnej Komisji Kontroli WKP(b)/Ludowego Komisariatu Inspekcji Robotniczo-Chłopskiej ZSRR, 1931–1933 rektor Październikowego Uniwersytetu Komunistycznego w Moskwie, 1933–1935 studiował w Instytucie Przygotowania Kadr Czerwonej Profesury, a 1935–1938 w Ekonomicznym Instytucie Czerwonej Profesury, po czym 1938–1940 był II sekretarzem Komitetu Miejskiego WKP(b) w Nowosybirsku.
Od 26 marca 1941 do 26 sierpnia 1943 sekretarz KC KP(b)B ds. budownictwa, od 29 lipca do 3 października 1941 członek Rady Wojskowej 13 Armii Frontu Briańskiego w stopniu komisarza brygadowego, od października 1941 zastępca szefa Zarządu Politycznego Frontu Zachodniego, później zastępca szefa Zarządu Politycznego Frontu Wołchowskiego. Od 9 września 1942 zastępca szefa Białoruskiego Sztabu Ruchu Partyzanckiego, od października 1943 do 1947 kierownik Wydziału Budownictwa Przemysłowego i Komunalnego KC KP(b)B i zastępca sekretarza KC KP(b)B, od marca 1948 do czerwca 1950 I sekretarz Komitetu Obwodowego KP(b)B w Połocku. Od 3 czerwca 1950 do 20 września 1950 sekretarz KC KP(b)B i członek Biura KC KP(b)B, od września 1952 do 1953 inspektor Wydziału Organów Partyjnych, Związkowych i Komsomolskich KC WKP(b)/KPZR, od 1953 do stycznia 1954 kierownik sektora tego wydziału. Od stycznia 1954 do 18 kwietnia 1961 I sekretarz Komitetu Obwodowego KPZR w Astrachaniu, od 25 lutego 1956 do 17 października 1961 zastępca członka KC KPZR, od kwietnia 1961 na emeryturze. W 1954–1962 deputowany do Rady Najwyższej ZSRR 4 i 5 kadencji. Pochowany na Cmentarzu Nowodziewiczym w Moskwie.